# Josef Kemr
Josef Kemr, född 20 juni 1922 i Prag, död där 15 januari 1995, var en tjeckisk (tjeckoslovakisk) skådespelare.
Kemr filmdebuterade som barnskådespelare 1937. Han började skådespela professionellt 1942, och kom under åren att vara med i ensemblen på flera teatrar så som Prags kommunala teater och Nationalteatern. Kemr sågs oftast i tragikomiska roller. Han medverkade fram till sin död 1995 i över 250 roller för film och TV. Sista rollen i filmen Malostranské humoresky 1996 blev postum.

## Filmografi, urval
- 1952 – Kejsarens bagare
- 1952 – Haseks berättelser från den gamla monarkin
- 1953 – Blodets hemlighet
- 1957 – Dobrý voják Švejk
- 1967 – Marketa Lazarová
- 1968 – Šíleně smutná princezna
- 1975 – Pan Tau (TV-serie)
- 1976 – Sommarstället
- 1976 – Marečku, podejte mi pero!
- 1985 – S čerty nejsou žerty